# Apateson albomaculatum
Apateson albomaculatum är en insektsart som beskrevs av Fowler 1900. Apateson albomaculatum ingår i släktet Apateson och familjen vedstritar. Inga underarter finns listade i Catalogue of Life.